# Президентские выборы в Чили (1927)
Досрочные президентские выборы в Чили проходили 22 мая 1927 года после ухода в отставку президента Эмилиано Фигероа. Президентом стал Карлос Ибаньес дель Кампо, получивший более 98% голосов избирателей при явке 70%.

## Избирательная кампания
Власть военного министра Карлоса Ибаньеса увеличились при президенте Эмилиано Фигероа. Он стал министром внутренних дел, а после отставки Фигероа, занял пост вице-президента. На объявленных после отставки Фигероа президентских выборах его единственным соперником был коммунист Элиас Лафферте, который был сослан на остров Мас Афуерас (ныне Остров Александра Селькирка) и не мог участвовать в предвыборной кампании. Традиционные партии не участвовали в выборах, хотя некоторые уполномоченные члены их голосовали за Ибаньеса.

## Результаты
| Кандидат                            | Партия                  | Голоса  | %     |
| Карлос Ибаньес дель Кампо           | независимый кандидат    | 223 741 | 98,0% |
| ----------------------------------- | ----------------------- | ------- | ----- |
| Элиас Лафферте                      | Коммунистическая партия | 4 627   | 2,0%  |
| Недействительные бюллетени          |                         | 3 004   | —     |
| Всего                               |                         | 231 372 | 100%  |
| Зарегистрированных избирателей/Явка |                         | 328 700 | 70,4% |